# Sporobolus spicatus
Sporobolus spicatus är en gräsart som först beskrevs av Vahl, och fick sitt nu gällande namn av Carl Sigismund Kunth. Sporobolus spicatus ingår i släktet droppgräs, och familjen gräs. Inga underarter finns listade i Catalogue of Life.